# Grindsted (Aalborg)
Grindsted es un pueblo danés incluido dentro del municipio de Aalborg, en la región de Jutlandia Septentrional.

## Geografía
Grindsted se sitúa en la parte central de la isla Vendsyssel-Thy. Las localidades vecinas son las siguientes:
| Noroeste: Ajstrup          | Norte: Ørum  | Noreste: Thorshøj |
| Oeste: Sulsted y Vestbjerg |              | Este: Hjallerup   |
| Suroeste: Vodskov          | Sur: Vodskov | Sureste: Langholt |

Su territorio es mayormente plano con suaves colinas. Dos pequeños arroyos fluyen para unirse al Gerå, otro arroyo que discurre hacia el este. El uso principal del terreno es para la agricultura aunque una buena parte de él –la zona suroeste– forma parte del bosque Rytterplantagen/Branthsplantage que se extiende por las poblaciones vecinas. De hecho, el casco urbano se sitúa al borde de esta masa forestal. Aparte, pequeñas parcelas forestales se encuentran entremezcladas con las de cultivo.

## Comunicaciones

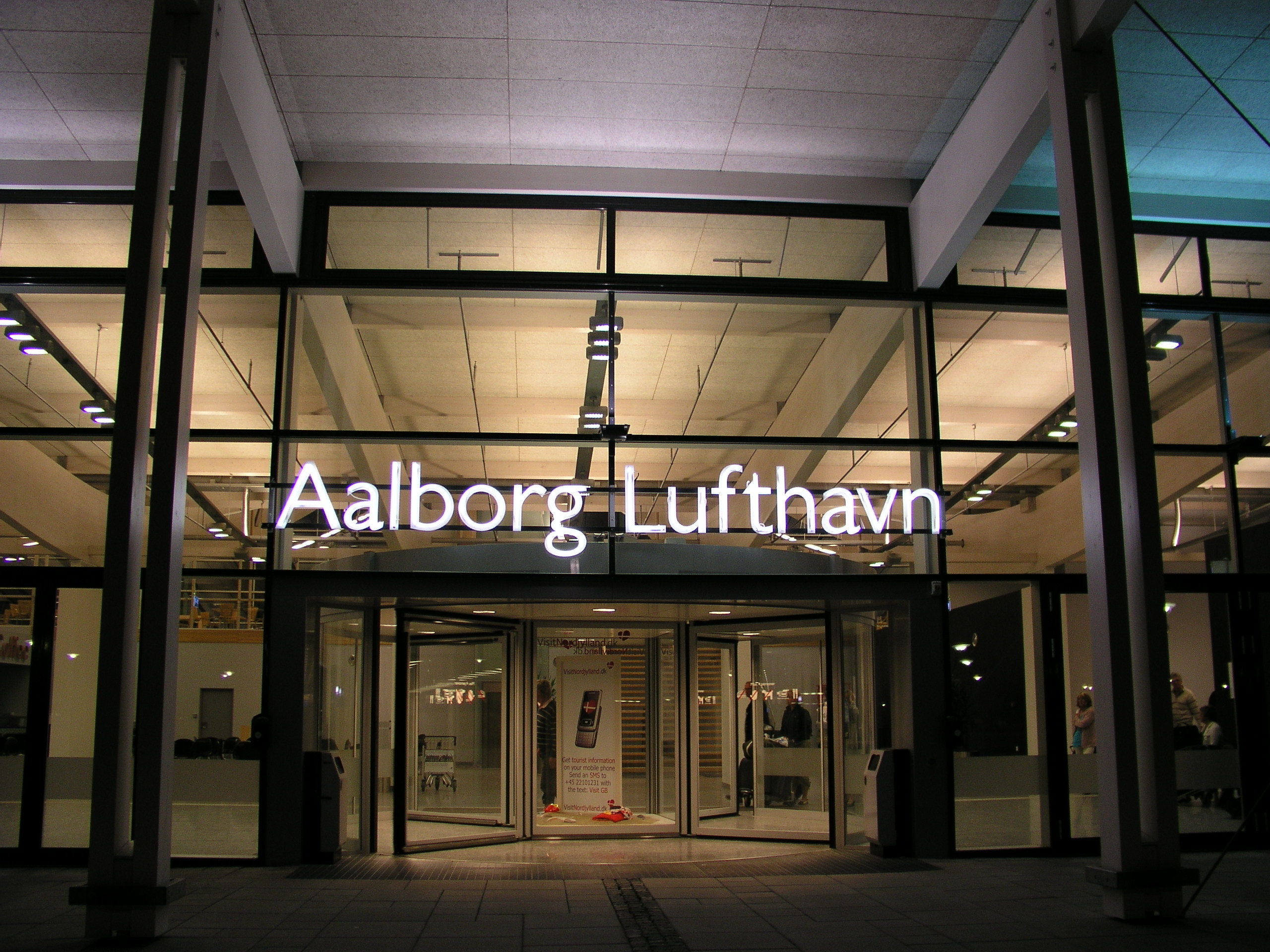
El aeropuerto de Aalborg es el más cercano a la localidad.

Al este de Grindsted pasan tanto la autopista (motorvej) E45 Frederikshavnmotorvejen como la carretera regional (landevej) n.º 180. La carretera local Uggerhalnevej permite acceder a ellas desde el casco urbano. Por el oeste discurren la autopista E39 Hirtshalsmotorvejen y la regional n.º 190. También hay conexión desde la población a estas vías mediante la Hammervej.
En la localidad tienen parada las siguientes líneas de autobús:
| Líneas de autobuses con parada en Grindsted |                                                                                  |
| Número                                      | Recorrido                                                                        |
| 1                                           | Grindsted – Langholt – Vodskov – Bouet – Nytorv – Aalborg Busterminal – Skalborg |
| 45                                          | Grindsted – Ajstrup – Tylstrup – Sulsted                                         |

No cuenta con conexión ferroviaria. La estación más próxima se encuentra a 17 km en Lindholm, un suburbio de Nørresundby.
El aeropuerto más cercano es el aeropuerto de Aalborg situado a 19 km de distancia por carretera.

## Demografía
| Población de Grindsted entre 2010 y 2017 |
|                                          |
| Fuente: Statistics Denmark.              |

A 1 de enero de 2017 vivían en la localidad 713 personas de las que 366 eran hombres y 347 mujeres. Grindsted está integrado dentro del municipio de Aalborg y supone el 0,3% del total de sus habitantes. La densidad de población en este municipio era de 186 hab/km² superior a la del total de Dinamarca que se sitúa en 133 hab/km².
En cuanto al nivel educativo, el 24 % de la población dentro del municipio de Aalborg, entre 25 y 64 años, tenía formación primaria y secundaria; el 36 % formación profesional y el 40 % formación superior.

## Economía y servicios
Los ingresos medios por familia dentro del municipio de Aalborg se situaban a finales de 2015 en 219 734 Kr (29 445 Eur) anuales. Estos eran  inferiores tanto a los ingresos medios a nivel regional (224 324 Kr) como (9 %) a nivel nacional (241 339 Kr). El nivel de desempleo era del 5,5 % para final de 2016. Superior al total regional (4,6 %) y nacional (4,2 %). El sector servicios absorbía la mayor parte del empleo superando el 80 % de los puestos de trabajo.
No existen establecimientos industriales en Grindsted. Su economía está centrada en una agricultura dedicada mayoritariamente al cereal y la ganadería estabulada, la cual es explotada mediante granjas aisladas. Dentro del sector servicios, hay un concesionario de coches, un taller, un comercio de bebidas alcohólicas, un servicio de taxis y una peluquería. Supermercados y otros comercios se encuentran en las vecinas Sulsted, Vodskov y Hjallerup. 

## Educación y deportes
La localidad cuenta con guardería y escuela donde se imparte educación primaria. Para la fase de secundaria, los alumnos tienen que acudir a la vecina Vodskov.
Para los deportes dispone de un polideportivo cubierto con campo exterior de hierba para la práctica del fútbol. En las cercanías se sitúa un club de hípica.

## Turismo
La oferta turística de Grindsted está centrada en su entorno natural, en concreto, los bosques de Hammer Bakker (colinas de Hammer) situados entre el casco urbano y la vecina Vodskov. En ellos hay un punto de acampada y discurren varias rutas de senderismo. Igualmente, existe una ruta ciclista por el trazado del antiguo ferrocarril que unía la localidad con el barrio de Funder, en Silkeborg.
Por la población pasa, también, la ruta de senderismo y peregrinación denominada Hærvejen que discurre entre Frederikshavn y Padborg. Esta, además, es uno de los Caminos de Santiago que provienen del ámbito nórdico.